# Patrick Francis Sheehan
Patrick Francis Sheehan (ur. 28 maja 1932 w Boyle w Irlandii, zm. 8 listopada 2012) – irlandzki duchowny katolicki, biskup diecezji Yola w latach 1971-1996 oraz diecezji Kano w latach 1999-2008, a następnie jako biskup emerytowany tej diecezji w latach 2008-2021 (aż do swojej śmierci).